# Emanuel Karlsten
Emanuel Karlsten, född 31 januari 1983 i Hägerstens församling i Stockholm, är en svensk journalist, föreläsare och bloggare. Han har arbetat med grävande journalistik som bland annat belönats med Stora journalistpriset.  

## Biografi

### Bakgrund
Karlsten är son till två officerare i Frälsningsarmén, och var femte generationens frälsningssoldat. Han växte upp i Visby dit familjen flyttat 1984 för att bygga upp en kår i Frälsningsarmén.
År 2002–2003 gjorde han värnplikt som sambandstroppchef vid Gotlands regemente P18. Därefter åkte han som volontärarbetare för Frälsningsarmén till Zambia 2003–2004. Han fick därefter flera uppdrag av Frälsningsarmén, bland annat som projektledare för organisationens webbcommunity Blodocheld.se.

### Karriär fram till 2011
Karlsten drev under flera år en blogg, som under 2007 fick visst genomslag. Han använde bloggen som arbetsprov till både ett sommarjobb på tidningen Dagen och Kaggeholms journalistiska folkhögskola. Han fick arbeta på båda ställena, och efter en första sommar på Dagen började han senare på Kaggeholms folkhögskoleutbildning, hösten 2007. Dagen erbjöd honom strax senare en heltidstjänst som webbredaktör på tidningen. De erbjöd honom att komplettera journalistutbildningen via Poppius journalistskola mellan 2008 och 2009, vilket Karlsten accepterade.  
Åren 2007–2009 var Karlsten redaktör för Dagen.se. Under hans tid som redaktör blev nätupplagan nominerad av branschorganisationen Tidningsutgivarna till Sveriges bästa digitala dagstidning och till Sveriges fjärde bästa digitala dagstidning av Internetworld. I slutet av 2009 blev han redaktör för sociala medier på Expressen. I mars 2011 lämnade han Expressen för arbete som frilans. Han fick därefter uppdrag som fast nyhetskrönikör på A-sektionen på Dagens Nyheter.

### Från 2011 till 2014
Karlsten arbetade sedan som konsult för Aftonbladet och som sajtchef för reportageserien "Världens bästa skola", där han bland annat var med och rapporterade om anklagelser om fusk av Stavros Louca. Andra granskningar där han var inblandad inkluderade bland annat Aftonbladets "Piller, pengar, psykvård" och "Polisgranskning"; båda satsningarna blev nominerade till varsin Guldspade.
Hösten 2011 grundade Karlsten nyhetsbloggen Ajour tillsammans med Sofia Mirjamsdotter, Jack Werner, Johan Hedberg, Christian Bolstad, Damon Rasti, Thord Daniel Hedengren och Malin Crona. I samband med lanseringen kritiserades Karlsten av journalisterna Fredrik Virtanen och av Jan Gradvall; den senare kritiserade Karlsten för ett uttalande där han hävdat att "alla är journalister". Ajour fick många besökare men lades ner 2013.
2013 flyttade Karlsten till Göteborg. Där arbetade han som programledare i P3 nyheter med Karlsten, ett dagligt, timslångt nyhetsmagasin. Programmet innebar bland annat dagliga livesändningar från Kulturhuset under valspurten 2014. För sin insats i P3 prisades han med Stora radioprisets Guldöra som "Årets rookie".

### Senare år
Under åren 2014–2015 arbetade Karlsten som programledare för P4 extra. Han slutade skriva för Dagens Nyheter och började istället författa krönikor för Göteborgs-Posten. Mellan 2015 och 2021 var han en av de återkommande programledarna för Sveriges Radio Ring P1, och åren 2018–2020 ledde han App och etikett i P1 tillsammans med Amelia Adamo.
Utöver sitt arbete i etablerade medier har Karlsten startat flera poddar, varav Mediepodden blivit den mest framgångsrika. Han har även drivit podden Faderskapstestet tillsammans med Rasmus Persson.
2022 presenterades Karlsten som en av årets sommarpratare. Programavsnittet, som producerades av Rasmus Persson, blev säsongens fjärde mest lyssnade. 

### Direktiv och pandemi

#### Upphovsrättsdirektivet
Under 2019 var EU på väg att införa Upphovsrättsdirektivet. Uppmärksamheten och intresset från traditionella medier var svalt, och genom en Kickstarter som samlade in 120 000 kronor, finansierade Karlsten en resa till EU-parlamentet för att bevaka den avslutande omröstningen och de omfattande demonstrationerna. Efter beslutet skapades en Patreon för att finansiera bevakning av implementeringen av direktivet samt andra frågor som inte täcktes av andra medier.

#### Pandemibevakningen
År 2020 gjorde Karlsten en satsning på att bevaka coronapandemin. Där begärde han ut mejl från ledande tjänstemän på Folkhälsomyndigheten och kunde i en rad avslöjanden berätta om hur idén om "flockimmunitet" fick fäste. Via offentliga handlingar avslöjades också hur Johan Giesecke avlönades av Folkhälsomyndigheten samtidigt som han i riksmedier försvarade myndigheten som oberoende expert. Under presskonferenser kunde det också pekas ut att Folkhälsomyndigheten presenterat felaktiga rapporter. Från april 2020 började också veckan sammanfattas i det återkommande formatet "Coronaveckan som gått". Rapporteringen finansierades via läsarprenumerationer på Patreon. Karlsten belönades för arbetet med Stora journalistpriset i kategorin Årets Förnyare.

## Familj
Karlsten är gift med Julia Karlsten som bland annat har grundat Ung Cancer. De har tillsammans två barn och bor i Göteborg.. 6 augusti 2025 meddelade Karlsten på sitt Facebookkonto att de hade separerat. 

## Utmärkelser
- 2012 – Karlsten placerad på plats 1 på Twitterbarometern inom kategorin Sociala medie-experter, och på plats nr 9 bland samtliga svenska twittrare.[62]

- 2013 – Karlsten placerat på plats 1 på Twitterbarometern inom kategorin PR/Sociala medie-experter (före Sofia Mirjamsdotter och Joakim Jardenberg)[63][64]
- 2014 – Plats 63 Västsveriges mäktigaste[65]
- 2014 – Plats 13 Västsveriges mediemäktigaste[66]
- 2014 – Stora radiopriset, Årets rookie[67]
- 2015-2017 – "Framtidens 99 mäktigaste", TCO[68]
- 2019 – Plats 8 - Årets superkommunikatörer[69]
- 2019 – Plats 25 - Maktbarometern Göteborg[70]
- 2019 – Plats 23 - Twitters mäktigaste[70]
- 2020 – Årets förnyare, Stora journalistpriset, med motiveringen "Med en outsiders blick för blinda fläckar har han ställt sig till sina läsares förfogande, och brutit fruktbar mark för ensamjournalistiken”.[71]
- 2021 – Hedersomnämnande, Stora kommunikationspriset[72]
- 2022 – Stora sociala medier-priset[73]
- 2022 – Stora sociala medier-priset[73]
- 2023 – Resumés topp 150 superkommunikatörer[74]